# Ramblin' Man
Ramblin` Man é uma música de country rock do grupo The Allman Brothers Band, lançada em Agosto de 1973 como single principal do álbum Brothers and Sisters, o quarto de estúdio da banda.
Escrita e cantada pelo guitarrista Dickey Betts, a música foi inspirada em uma música homônima de 1951 de Hank Williams. É consideravelmente mais orientada pela música country do que outras composições da The Allman Brothers Band, o que fez o grupo relutar em gravá-la. O guitarrista Les Dudek oferece harmonias de guitarra, e foi uma das últimas contribuições do baixista Berry Oakley para a banda.
A música tornou-se o maior hit radiofônico da banda, sendo o primeiro e único top 10 do grupo, alcançando o segundo lugar na Billboard Hot 100 (atrás apenas de Half-Breed, da Cher) e o número doze na lista Easy Listening.
Em 2016, a música figurou na 1a posição da lista "The 25 best country rock songs of all time", elaborada pelo site loudersound.com/

## Desempenho nas Paradas Musicais
| Chart (1973-74)          | Peak position |
| ------------------------ | ------------- |
| (Go-Set)                 | 40            |
| RPM Adult Contemporary   | 15            |
| RPM Top Singles          | 7             |
| Billboard Hot 100        | 2             |
| Billboard Easy Listening | 12            |
| Cashbox Top 100          | 1             |